# Heptodonta
Heptodonta is een geslacht van kevers uit de familie van de loopkevers (Carabidae). De wetenschappelijke naam van het geslacht is voor het eerst geldig gepubliceerd in 1838 door Hope.

## Soorten
Het geslacht Heptodonta omvat de volgende soorten:
- Heptodonta analis (Fabricius, 1801)
- Heptodonta arrowi (W.Horn, 1900)
- Heptodonta eugenia Chaudoir, 1865
- Heptodonta ferrarii Gestro, 1893
- Heptodonta lumawigi Wiesner, 1980
- Heptodonta melanopyga Schaum, 1862
- Heptodonta mindoroensis Cassola, 2000
- Heptodonta posticalis White, 1844
- Heptodonta pulchella (Hope, 1831)
- Heptodonta vermifera (W.Horn, 1908)